# Mister Sandman
«Mr. Sandman» es una canción escrita por Pat Ballard y publicada en 1954. Su primera grabación se realizó en mayo de ese año por Vaughn Monroe & His Orchestra y ese mismo año también la grabaron The Chordettes, colocándose entre los primeros puestos del Hit Parade y las listas de Billboard. La canción narra sobre los sueños.
Formó parte de la música de fondo empleada en la trilogía Back to the Future; también se empleó del mismo modo en las películas Uncle Buck Halloween, Mr Nobody (2009) y la multipremiada película Philadelphia así como en un capítulo de la serie «Grimm», en los videojuegos LittleBigPlanet 3, Mafia II y Fallout 4 y más recientemente en la cuarta temporada de la serie «Bates Motel» y en novena temporada de la serie Doctor Who, fue también utilizada en la película de Marvel Deadpool.
Ballard también reescribió las letras para Navidad llamándola así «Mr. Santa», aunque esta versión es raramente escuchada hoy en día.
Entre las numerosas versiones de la canción destaca la de Chet Atkins y otras como las de Emmylou Harris o The Four Aces tuvieron también bastante éxito.

## Versiones
De esta canción se han realizado numerosas versiones, por diversos artistas como:
| - Acoustic Guitar Summit - Adictos al Bidet - Al Hirt - Anita O'Day - Baldwin and the Whiffles - Banjomania - Bess Bonnier - Blind Guardian - Bob Harris - Bob Kames - Buckethead - Buckingham Banjos - Chet Atkins - Chipmunks - Chuck Berry - Damir Kukuruzovic Gipsy Jazz Quintet - Dewey Redman - Emmylou Harris - Gob - Golden Hammond - Bobby Vee | - Homer Haynes - Jamey Aebersold - Jim Coleman - Jose Melis - Les Paul and Mary Ford - Linda McCartney - Linda Ronstadt - London Starlight Orchestra - Magic Organ - Mary Cleere Haran - Mary Stahl - Marvin Gaye - Max Bygraves - Mocedades - Nan Vernon - Ondrej Havelka - Oranger | - Roberto Carlos - Rick Eldridge - Sara Bareilles - Steve Grossman - The Andrews Sisters - The Blue Diamonds - The Barberettes - The Chordettes - The Crusaders - The Four Aces - The Mills Brothers - The Pfister Sisters - The Puppini Sisters - Vaughn Monroe - Virginia Labuat - Pomplamoose |

- Datos: Q931296